# Vlag van Haaltert
De vlag van Haaltert werd door de gemeenteraad op 29 november 1977 officieel vastgesteld als de gemeentelijke vlag van de Oost-Vlaamse gemeente Haaltert. Op 1 juli 1986 werd hij door het Bestuur van Vlaanderen bevestigd en uiteindelijk gepubliceerd op 3 december 1987 in het officiële Belgisch Staatsblad.
Officieel wordt de vlag beschreven als:
Wit met drie rode leeuwen, blauw geklauwd en getongd.
De vlag is volledig gebaseerd op het gemeentewapen en ziet er dus helemaal hetzelfde uit.

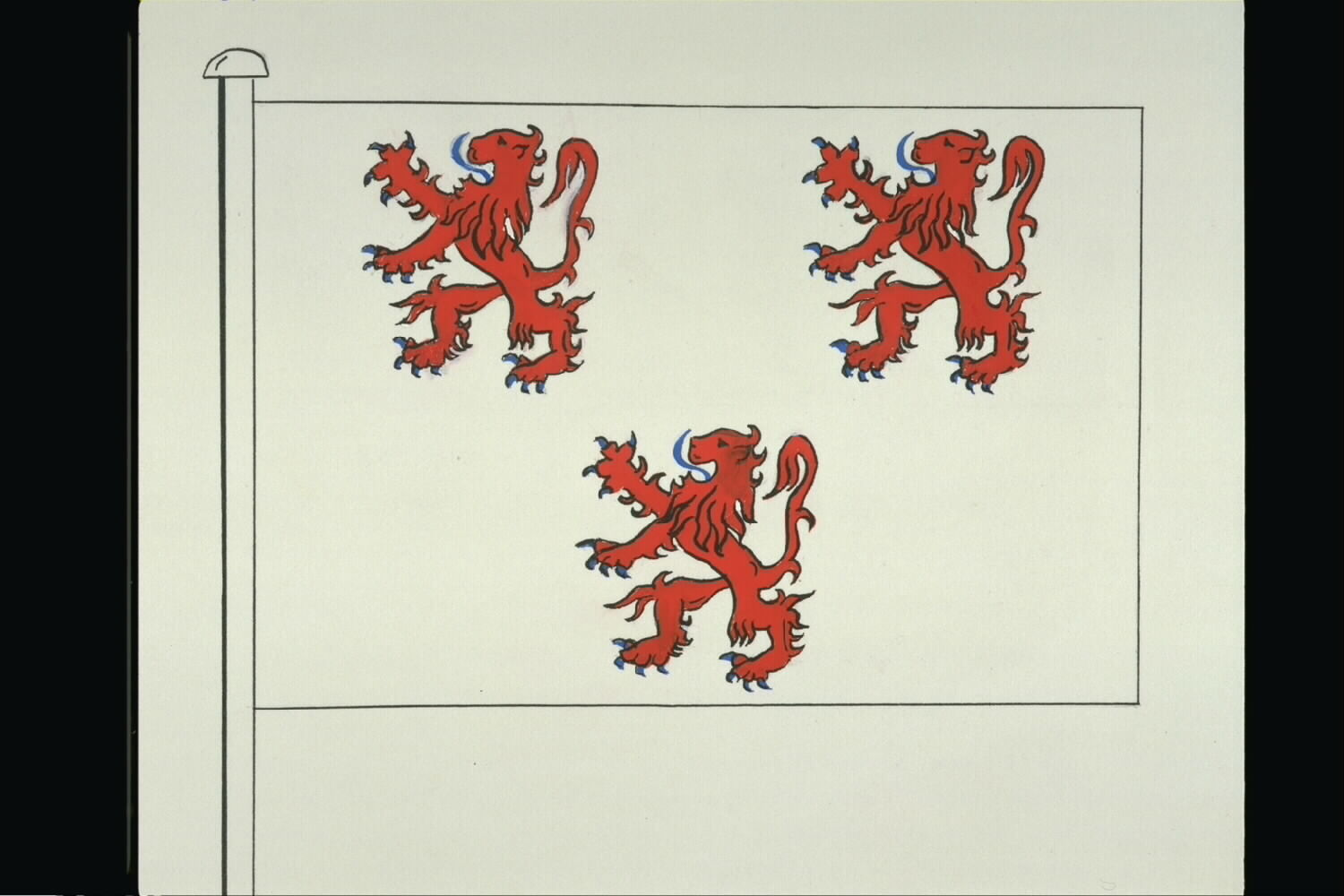
Officiële tekening van de vlag